# Eufònia de front tacat
L'eufònia de front tacat (Euphonia imitans) és un ocell de la família dels fringíl·lids (Fringillidae).

## Hàbitat i distribució
Habita la selva pluvial, clars i vegetació secundària de les terres baixes al sud-oest de Costa Rica i oest de Panamà.